# Lo straordinario viaggio di Edward Tulane
Lo straordinario viaggio di Edward Tulane (The Miracolous Journey of Edward Tulane) è un romanzo del 2006 della scrittrice statunitense Kate DiCamillo. 
Il libro, che racconta la vita di un coniglio di porcellana, ha vinto il Boston Globe-Horn Book Award del 2006 nella categoria narrativa e poesia e nel 2012 il School Library Journal lo ha inserito al cinquantanovesimo posto nella lista dei cento migliori libri per bambini.

## Trama
Edward Tulane è un coniglio di porcellana che appartiene ad Abilene, una bambina di 10 anni, regalato dalla sua nonna per il suo settimo compleanno della bimba. Abilene ha molta cura del coniglio; con la sua famiglia ha realizzato diversi tipi di vestiti e diverse scarpette che ogni mattina, prima di andare a scuola, infila al coniglio; non è raro che la bambina si rivolga direttamente a lui, spesso dicendo che gli vuole bene.
Per l'undicesimo compleanno di Abilene, lei e la sua famiglia si imbarcano sulla Queen Mary. Durante il secondo giorno di navigazione, due fratelli si mettono a giocare con il coniglio, lanciandoselo a vicenda mentre Abilene cerca di recuperarlo; a un certo punto, uno dei due sbaglia la mira, e il coniglio finisce dritto in mare.
Dopo aver passato 297 giorni sul fondo dell'oceano, una tempesta marina lo spinge fino alle vicinanze di un'imbarcazione ed Edward rimane catturato da una rete di un pescatore, che lo porta a casa sua come regalo per la moglie, che tratta il coniglio come se fosse di genere femminile. I due lo trattano come se fosse un bambino; Edward rimane con la coppia per molto tempo, finché non arriva una delle loro figlie, ormai grande, che non ha nessun rispetto per il coniglio di porcellana e, all'insaputa dei genitori, lo scaraventa nel bidone della spazzatura e lo porta personalmente nella discarica. Ci rimane per 180 giorni, seppellito da tutto il resto della spazzatura, quando un cane smuove la spazzatura e prende Edward tra le fauci, portandolo via, dal suo padrone. Con loro vagabonda per quasi sette anni, finché una notte non viene calciato fuori da un vagone del treno in cui i tre si erano fermati a riposare.
Viene poi ritrovato da una vecchietta che lo usa come spaventapasseri, anche se ciò dura poco tempo, perché un bambino che presumibilmente lavora per la signora porta il coniglio a casa sua, per consolare la sorella malata; dopo la sua morte, il bambino lascia la piccola casa e porta il coniglio con sé per provare a guadagnare qualche soldo usandolo come marionetta, riuscendo a ricavare un po' di soldi, ma non abbastanza per pagarsi tutta la cena che mangia. Il proprietario del locale, in preda alla rabbia, agguanta Edward e lo sbatte sul bancone, finendo per rompere la sua testa in ventuno pezzi. Il coniglio viene riparato da un riparatore e messo in vendita in un negozio di bambole, in cui passa anni nella stessa posizione dello stesso scaffale parlando con altre bambole che vengono poi comprate, finendo poi per essere comprato dalla sua padrona originale, Abilene, entrata nel negozio assieme alla figlia.

## Adattamenti
Nell'ottobre del 2013, viene annunciato un adattamento cinematografico del libro, diretto da Robert Zemeckis e prodotto da New Line Cinema. Il Minnesota Opera in seguito commissionò "Edward Tulane", con Paola Prestini come compositrice. Esso doveva essere visto dal pubblico a marzo del 2020, ma fu posticipato a causa della Pandemia da CoVid 19.

## Edizioni italiane
- Lo straordinario viaggio di Edward Tulane, collana Le strenne, traduzione di Angela Ragusa, illustrazioni di Bagram Ibatoulline, Giunti, 2007.